# Biztonsági gyermekülés

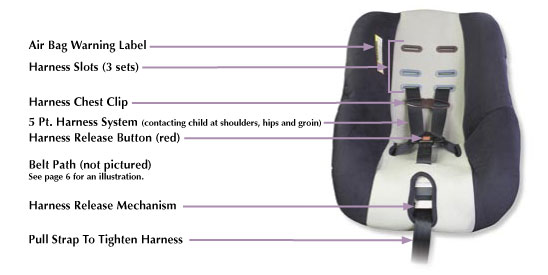
Angol nyelvű illusztráció a biztonsági gyermekülésről

A biztonsági gyermekülés a személygépkocsi egyik biztonsági kiegészítője. A kisebb gyerekeknél a gyermekülés kötelező, mivel a felnőttek számára méretezett biztonsági öv nem nyújt számukra kellő biztonságot.

## Elhelyezése a gépkocsiban

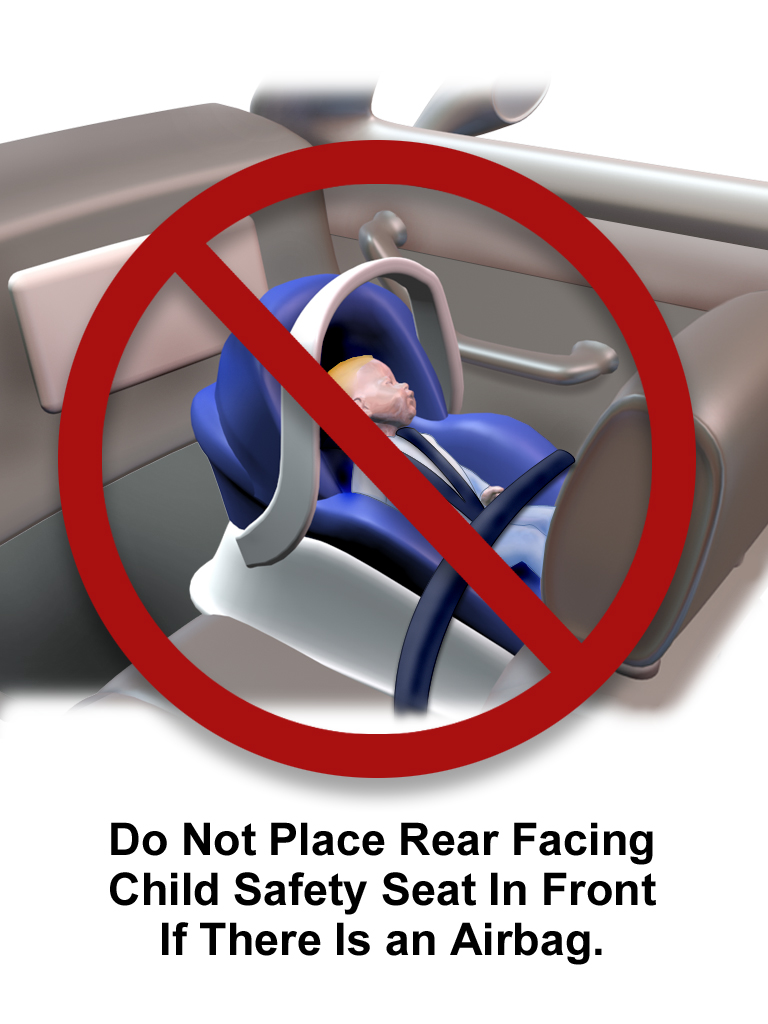
Tilos bekapcsolt légzsákkal a gyerekülést fordítva beszerelni!

A gépkocsi ülésén elhelyezett gyermekülés a gyerek ülőhelyét mintegy megemeli. Kisebb gyermekeknél komplett ülés használandó, aminek saját öve van, magát az ülést pedig az autóüléshez, más esetben a vezető melletti ülésre rögzítik. Ha ez menetiránynak háttal történik, és van a gépkocsiban légzsák, annak automatikáját kötelező kikapcsolni, különben a baba halálát okozhatja. Amelyik autóban ez nem lehetséges, ott a gyermekülést csak a hátsó ülésen szabad elhelyezni.
Ha a gyerek három évesnél idősebb és testmagassága eléri a 135 cm-t és a hátsó ülésen utazik, illetve ha nagyobb mint 150 cm, akkor az első ülésen sem kell biztonsági gyerekülésbe ültetni, feltéve, hogy a beszerelt biztonsági öv a gyerek méretéhez igazítható.

## Részei
- Biztonsági öv
- Fej- és háttámla
- Ülőrész

## Megválasztásának szempontjai
- Nemcsak a gyerek életkorát, hanem magasságát és súlyát is figyelembe kell venni. A gyermek testmagasságának megfelelően úgy válasszuk meg az ülést, hogy a fej ne érje el az ülés tetejét. Ha a gyermek eléri ezt a magasságot, nagyobb méretű ülésre van szükség. Mindamellett a fejtámla mérete is lényeges. Minél nagyobb a fejrész, a gyermekülés annál jobban védi a gyermeket egy esetleges oldalirányú ütközés során.
- Törésteszteket is végeznek gyerekülésekkel, amelyek eredményét szintén feltüntetik a terméken.
- A gyermekülés felépítésén túl a rögzítés és annak módja is kiemelkedő fontosságú.

## Rögzítése
Az ISOFIX-szabvány egy gyerekülések számára kialakított szabványos rögzítési módszer. Ez az egyik legelterjedtebb megoldás, amely nagyrészt a EURO NCAP-nak köszönheti létrejöttét. A lényege az, hogy a gyermekülést egy mozdulattal könnyen lehessen rögzíteni az autó utasterében úgy, hogy az a lehető legnagyobb biztonságot jelentse a gyermek számára. Az ISOFIX-rendszer erős, merev rögzítési pontot biztosít, amellyel a gyermekülés közvetlenül a karosszériához van rögzítve. Ez úgy történik, hogy az autóban elhelyezett fix csatlakozási pontokat bele kell illeszteni a gyermekülés rögzítőpontjaiba, majd az övvel rögzíteni kell. Léteznek olyan kialakítású biztonsági övek is, amelyek speciális kiegészítéssel ISOFIX-csatlakozókat közvetlenül képesek fogadni.